# Appaloosa (kleur)

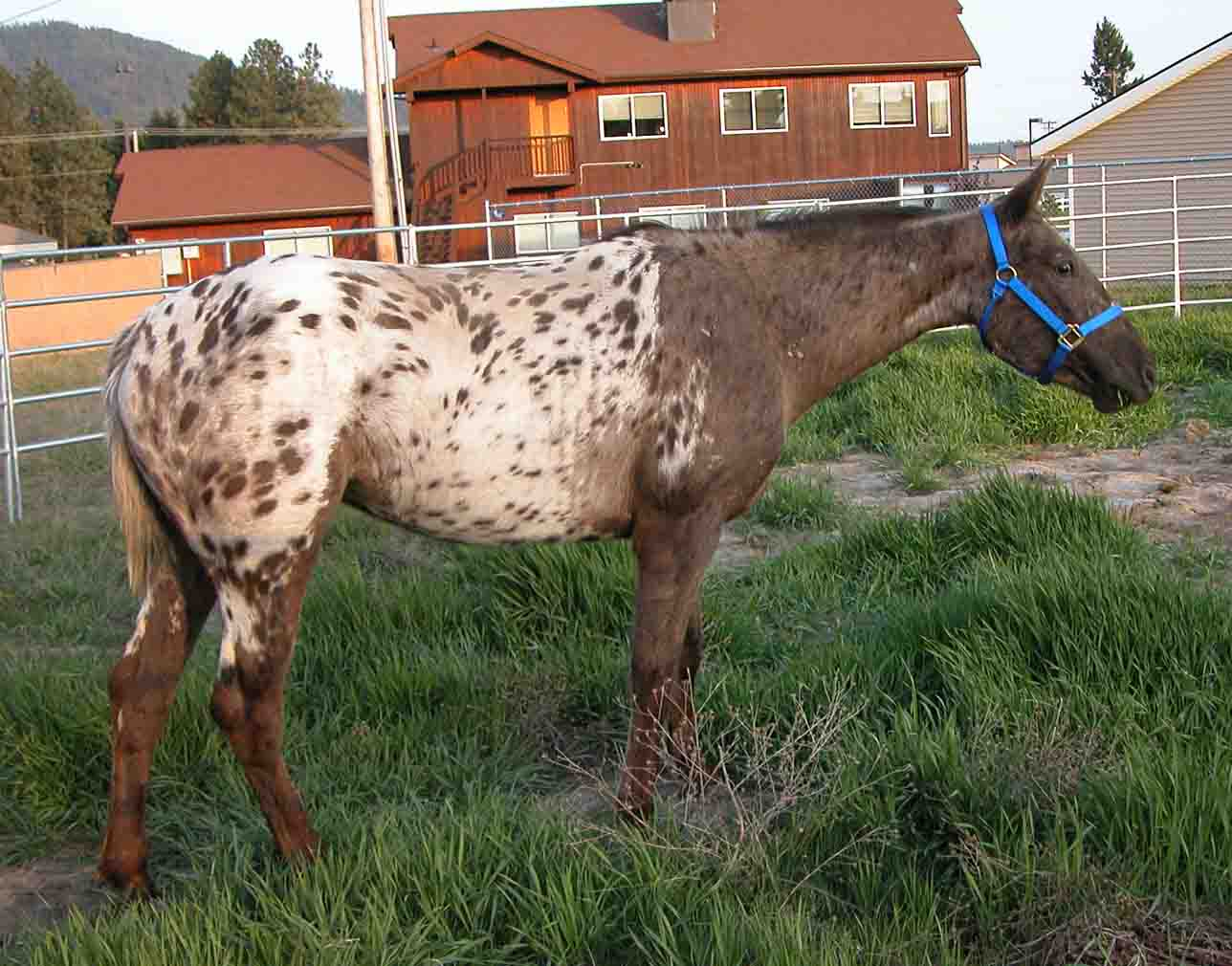
Appaloosapaard

Appaloosa is de naam van een verzameling bijzondere witpatronen bij paarden. Appaloosapaarden vertonen patronen waarin een basiskleur (met eventuele verdunningen of andere kleurfactoren) te zien is met daarin een duidelijk zichtbaar stippenpatroon. De stippen worden gescheiden door witte delen. Over het algemeen worden appaloosa’s tijdens hun leven steeds lichter. Hun basiskleur en het patroon blijven hetzelfde maar naarmate de paarden ouder worden krijgen ze meer witte haren door hun vacht. Dit is echter niet bij iedere appaloosa het geval.

## Appaloosapatronen
Er zijn verschillende variaties waarin de appaloosa witpatronen voorkomen. Deze staan hieronder uitgewerkt. Ze staan gerangschikt op dominantie, degene die bovenaan staat is het meest dominant, verder naar onder worden de patronen steeds recessiever.

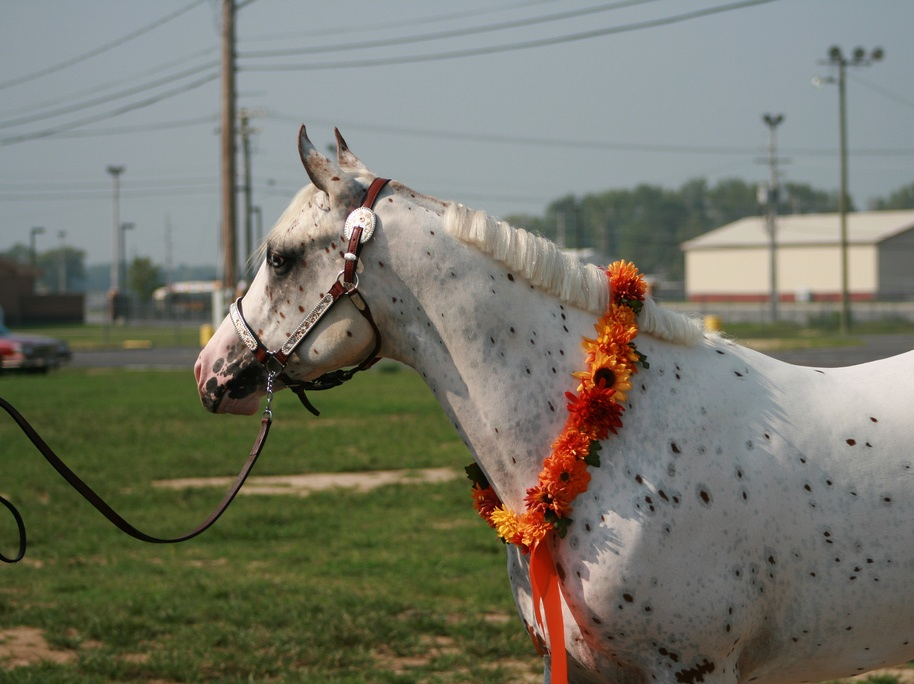
Few-spot

### Few-spot
Paarden met de kleur few-spot zijn altijd homozygoot appaloosa. Ze zijn helemaal wit met enkele kleine stippen verspreid over het lichaam. Deze stippen komen overeen met de kleur van het paard (basiskleur + eventuele verdunningen). Onder de hals, op en achter de ellebogen, in de flank en op de onderbenen kunnen donkerder gekleurde gebieden voorkomen.

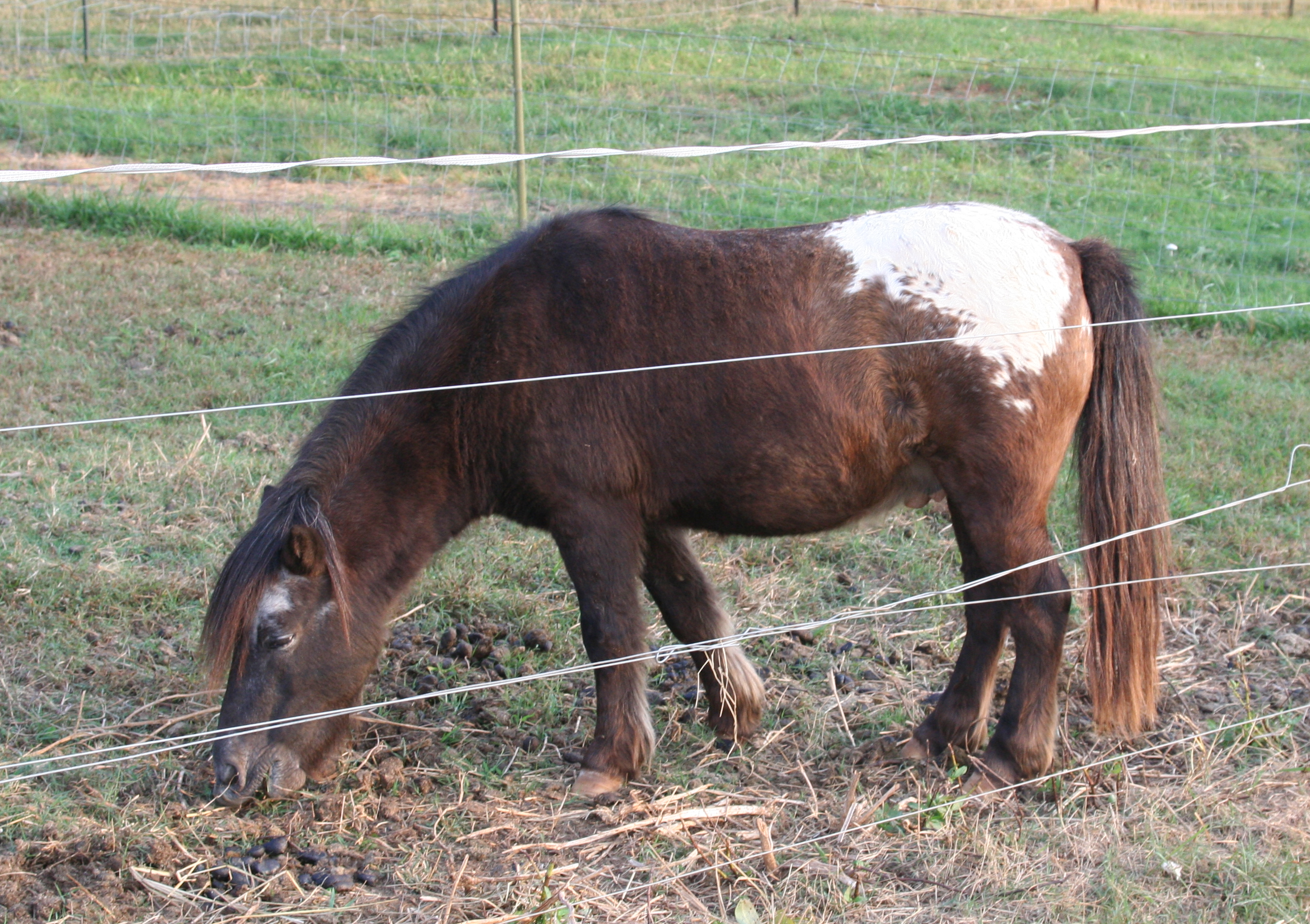
Snowcap

### Blanket (schabrakbont) of snowcap
Paarden met het patroon snowcap zijn homozygoot appaloosa. Ze hebben een gekleurde voorhand en een witte deken over de achterhand. Deze deken kan erg in grootte verschillen. Zo kan het blijven bij enkele witte vlekken op de kont, maar de vlekken kunnen ook uitgroeien tot een bijna volledige deken. Bij een snowcap verlopen de randen van de witte deken niet vloeiend en zijn er geen basiskleurige stippen op de deken te zien. Ook zijn er op de rest van het lichaam heel weinig tot geen witte vlekjes te zien.

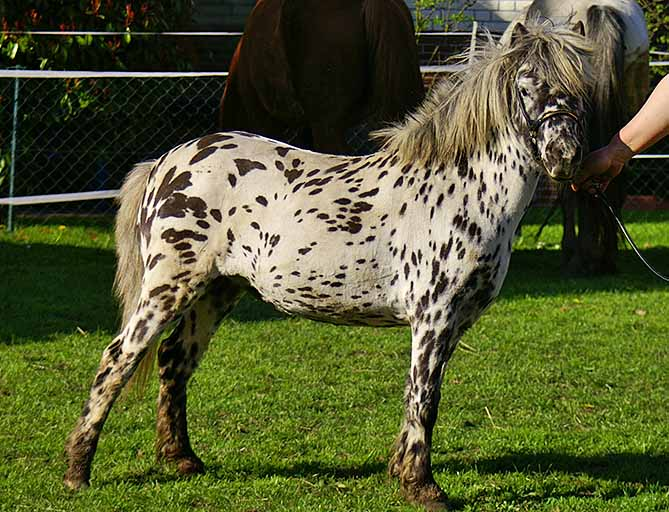
Panterbont

### Leopard (panterbont)
Leopard is het meest bekende patroon. Het veroorzaakt basiskleurige stippen op een witte ondergrond. De stippen zitten verspreid over het hele lichaam. De hoeveelheid en de grootte van de stippen kan sterk verschillen. Soms heeft een paard heel veel kleine stipjes en het kan ook zijn dat een paard iets minder stippen heeft die groter zijn.

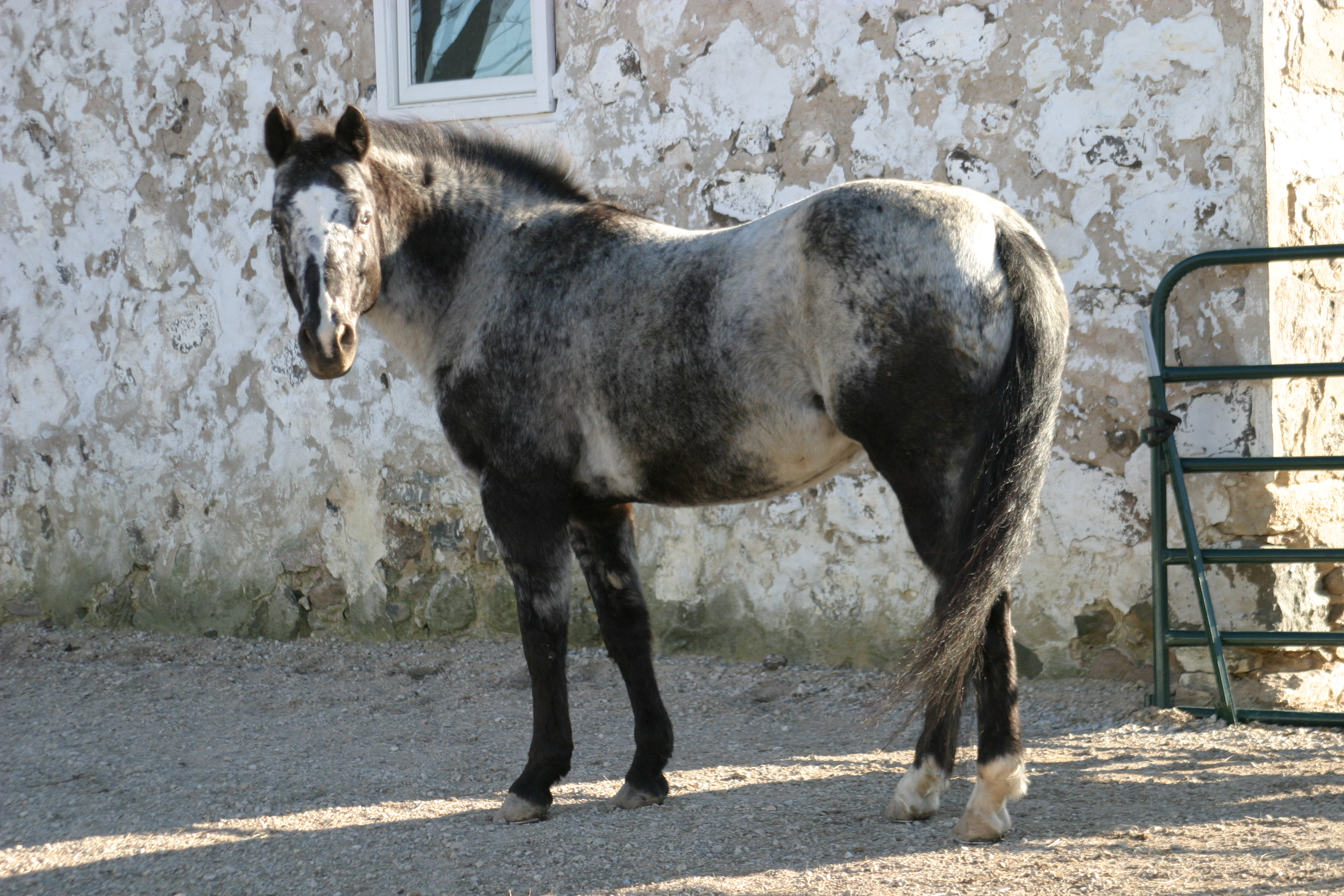
Marmerbont

### Varnish (marmerbont)
Dit patroon heeft qua uiterlijk veel overeenkomsten met roan. Op sommige delen van het lichaam zitten witte haren gemengd met de normaal gekleurde haren, net als bij paarden die het Rn-gen bezitten. Deze delen worden ook wel gemarmerde vlekken genoemd. Naast de gemarmerde vlekken zijn er ook normaal gekleurde delen. Deze bevinden zich vaak op de harde beenderen zoals het hoofd, de schouders en de knieën. De grenzen van de gemarmerde vlekken zijn vaak niet goed te onderscheiden.

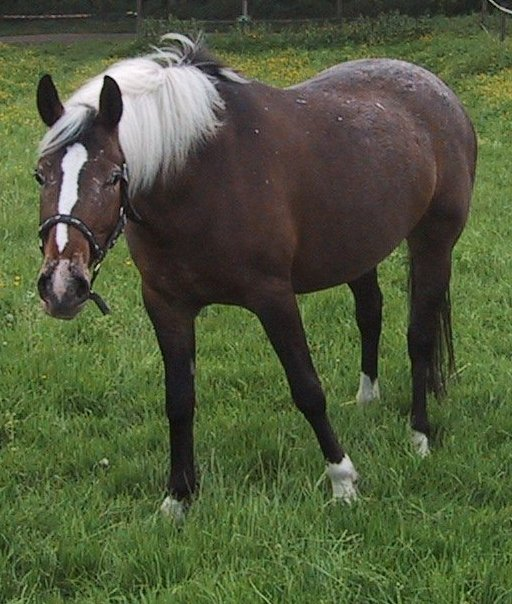
Sneeuwvlokkenbont

### Snowflake (sneeuwvlokkenbont)
Dit is een vrij zeldzame kleur. Het zijn kleine witte vlekjes op een donkere ondergrond. Deze vlekjes lijken net sneeuwvlokken en zitten verspreid over het hele lichaam. Ook hier kan de hoeveelheid en de grootte van de vlekken sterk verschillen.

### Frost (rijp)
Frost komt voor een groot deel overeen met varnish. Ook hier is er een basiskleur met roankleurige delen op het lichaam. Maar er is één groot verschil. Bij varnish zitten de roan gekleurde delen verspreid over het hele lichaam. Bij frost is de roankleuring enkel te zien op de achterhand van het paard.

## Genetica
Het appaloosa witpatroon is een polygenetische eigenschap, dit betekent dat het wordt veroorzaakt door meerdere genen. Het gen dat nodig is om een stippenpatroon te laten ontstaan is het Lp-gen. Het Lp-gen codeert zelf niet voor een stippenpatroon, het geeft alleen de mogelijkheid dat er stippenpatronen ontstaan. Het is een incompleet dominant gen, dat wil zeggen dat het in heterozygote vorm wel te zien is, maar duidelijker is in homozygote vorm. Het gen komt zowel in homozygote als in heterozygote vorm voor, ieder paard met een appaloosa witpatroon heeft minstens 1 Lp-gen.
Indien een paard geen Lp-gen bezit, is het ook niet mogelijk dat dit paard een appaloosa witpatroon heeft. In hetorozygote vorm kan het Lp-gen de witpatronen leopard, varnish roan, blanket, snowflake en frost veroorzaken. Als het Lp-gen in homozygote vorm aanwezig is kunnen de patronen few spot en snowcap ontstaan.
Welk van deze patronen ontstaan hangt af van heel veel andere genen. Er is veel onderzoek gedaan naar deze genen. Hieronder staan een aantal van deze genen genoemd, erachter staan hun eigenschappen en wat zij precies veroorzaken.

### W-gen (white)
Het W-gen is een recessief gen. Het zorgt ervoor dat het mogelijk is dat er witte gebieden ontstaan in de vacht. Een paard dat dit gen niet in homozygote vorm heeft zal dus geen witte gebieden vertonen.

### S-gen (spots)
Het S-gen is een recessief gen. Het veroorzaakt de donker gekleurde stippen in het witte deel. Normaal gesproken zorgt dit gen voor een blanket of een leopard. Welke het wordt is weer afhankelijk van andere genen. Maar variaties op dit gen veroorzaken andere patronen zoals snowflake (Sn-gen) en varnish (Sv-gen). Een andere variatie veroorzaakt donkere stippen ook wel “dark spots” genoemd (Sd-gen).

### M-gen (mottled)
Het M-gen is een dominant gen. Het veroorzaakt in heterozygote vorm een gering aantal witte vlekken in het basiskleur. In homozygote vorm is dit gen waarschijnlijk letaal (niet levensvatbaar), maar dat is nog niet bewezen met behulp van onderzoek.

### B-gen (blanket)
Het B-gen is een dominant gen. Het veroorzaakt in heterozygote vorm een witte marmering op het achterste. In homozygote vorm is ook dit gen mogelijk letaal, maar ook dat is nog niet bewezen met behulp van onderzoek.

### Sl-gen (silver)
Het Sl-gen is een dominant gen. Het veroorzaakt in heterozygote vorm een roan deken over het paard heen, zoals bij paarden met de kleur varnish. Ook dit gen is waarschijnlijk letaal in homozygote vorm, maar dat is nog niet bewezen met behulp van onderzoek.

### Rn-ap (appaloosa roan)
Het Rn-ap gen is een incompleet dominant gen. In heterozygote vorm veroorzaakt dit gen een roaning (witte haren door de vacht) zoals bij varnish of frost. De mate waarin die roaning optreedt verschilt vaak sterk. In homozygote vorm is dit gen, in tegenstelling tot het echt Rn-gen, niet letaal. Het veroorzaakt dan een sterke vorm van roaning, waarin nog weinig basiskleurige haren terug te vinden zijn. Soms lijkt een paard dat homozygoot voor dit gen is wit.

### E-ap (extention)
Het E-ap gen is een incompleet dominant gen. Het beïnvloed de mate waarin er witte delen in de vacht voorkomen. In heterozygote vorm veroorzaakt dit gen een uitgebreide witte marmering of spikkeling. In homozygote vorm veroorzaakt het gen veel wit, zoals bij het patroon leopard. Zo kan een paard zonder een E-ap gen een kleine witte deken over zijn achterhand hebben. Terwijl een paard met precies hetzelfde genotype maar met twee E-ap genen zo’n grote deken hebben dat hij leopard is.
Een combinatie van al deze genen maakt het patroon van een appaloosa tot wat hij is. Er zijn enorm veel variaties mogelijk. Het is daarom ook niet te voorspellen aan het witpatroon van een appaloosa welke genen hij precies bezit.